# 134 Pułk Artylerii Lekkiej
134 pułk artylerii lekkiej (134 pal) – oddział artylerii lekkiej Wojska Polskiego.

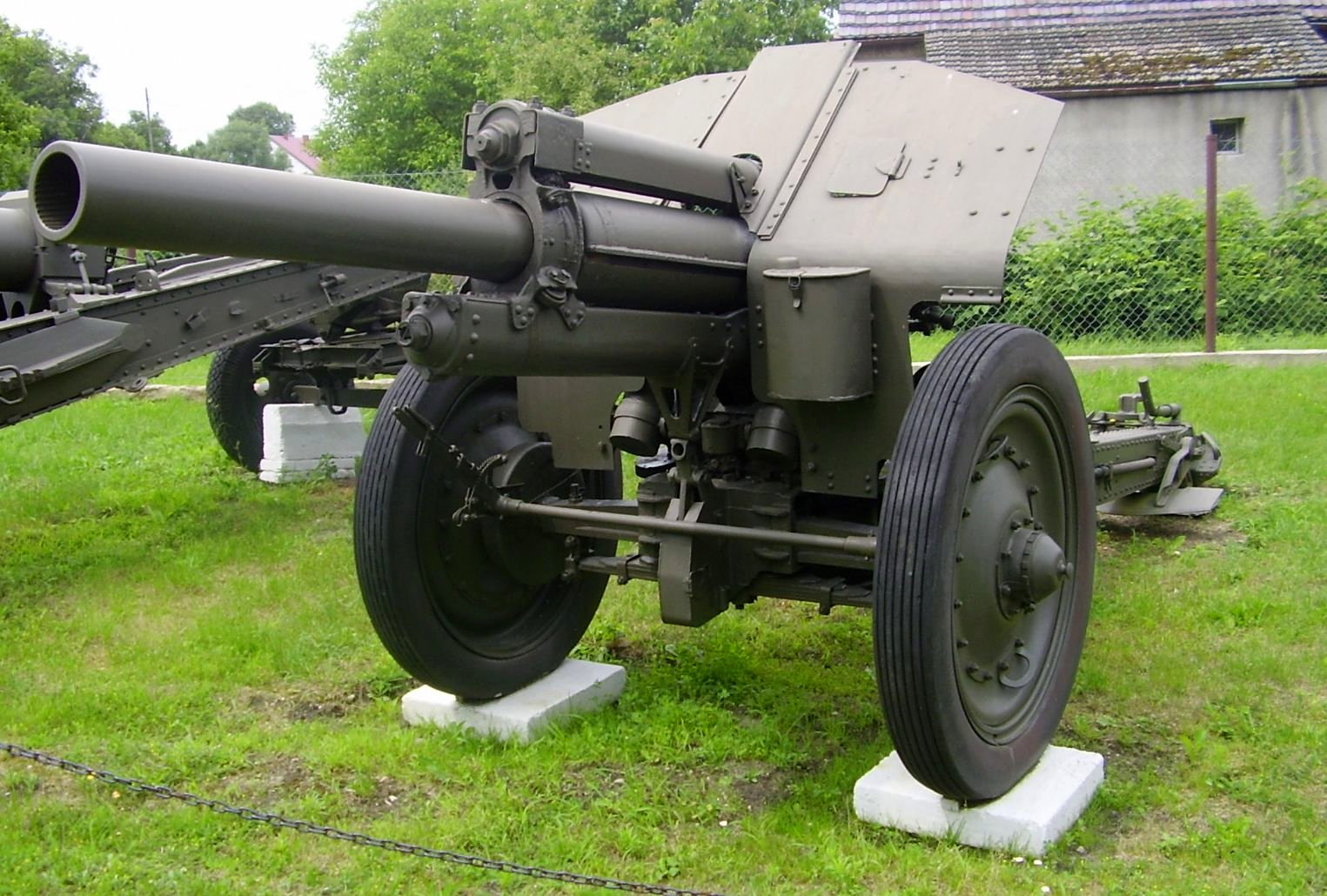
122 mm haubica M-30

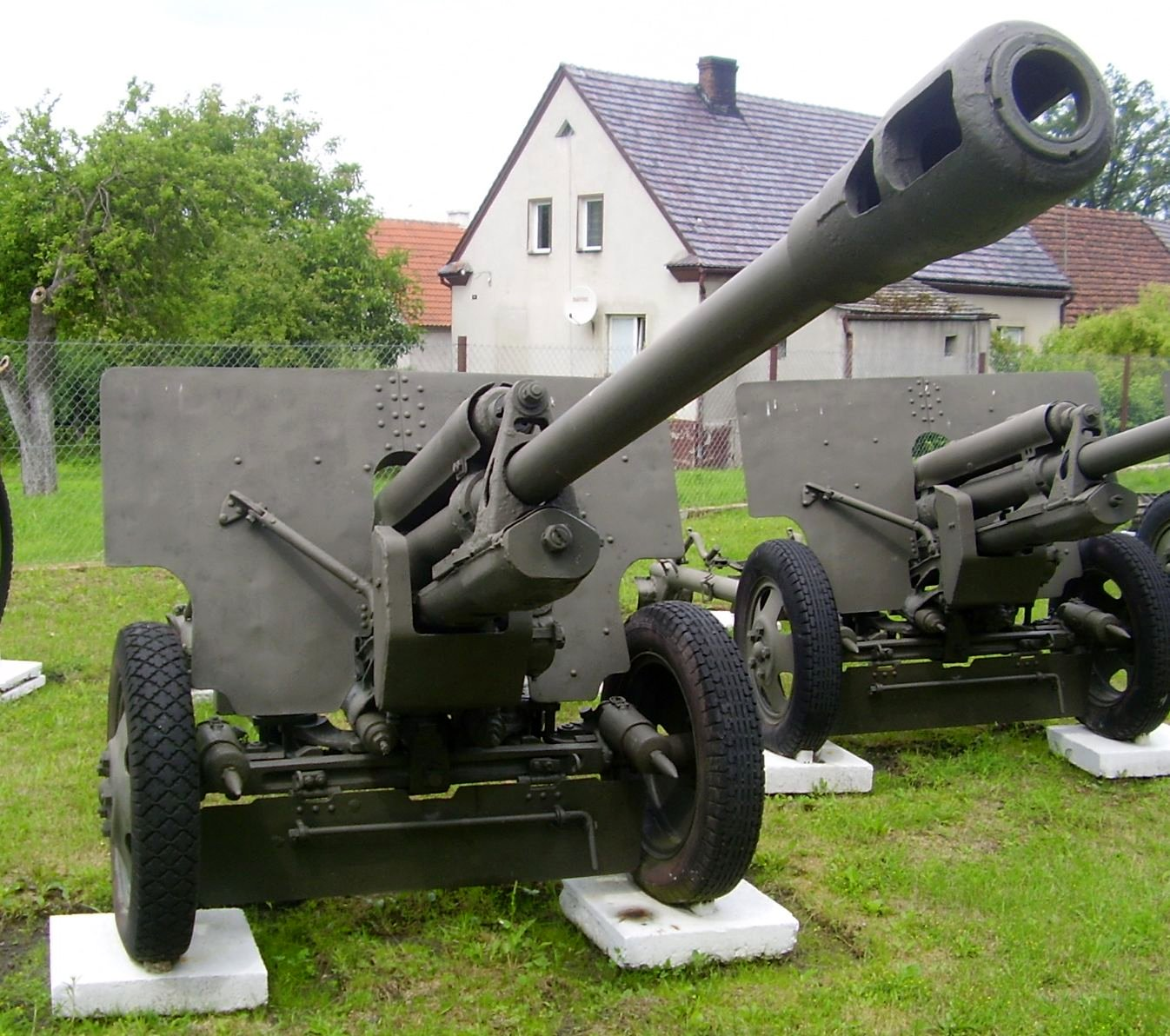
76 mm armata ZiS-3

Pułk został sformowany w 1951 roku, w składzie 29 Dywizji Piechoty. Stacjonował w Nowym Sączu. W 1952 roku pułk wszedł w skład 6 Pomorskiej Dywizji Piechoty. W 1955 roku został rozformowany.

## Skład organizacyjny
- Dowództwo pułku[4]
- bateria dowodzenia
  - plutony: topograficzno-rozpoznawczy, łączności
- dywizjon haubic
  - trzy baterie artylerii haubic
- dywizjon armat
  - trzy baterie artylerii armat